# کرک‌دارسانان
کُرک‌دارسانان راسته‌ای از پستانداران جفت‌دار ساکن قارهٔ آمریکا است. این راستهٔ شامل مورچه‌خواران و تنبل‌ها، از جمله تنبل‌های زمینی به‌تازگی منقرض شده‌است.
کرک‌دارسانان به‌همراه آرمادیلوها اعضای بالاراستهٔ بزرگتر شگفت‌بندان هستند. در گذشته، کرک‌داران به‌عنوان زیرراسته‌ای از راستهٔ شگفت‌بندان شناخته می‌شد، ولی بعضی رده‌بندی‌های معاصر، آن را به‌عنوان راسته‌ای در بالاراستهٔ شگفت‌بندان طبقه‌بندی می‌کنند. شگفت‌بندان در دورهٔ ترشیاری در آمریکای جنوبی پا به زمین گذاشتند و کرک‌دارسانان به‌همراه دیگر اعضای این کلان‌راسته از این منطقه و پل ایجادشده در آمریکای مرکزی در دورهٔ پلیوسن به دیگر مناطق قارهٔ آمریکا مهاجرت کردند.